# 遊戲化
遊戲化（英語：gamification）是指一種在非遊戲的领域中，採用遊戲设计元素和遊戲機制 ，使當局者能用以解決問題並增進當局者的貢獻力。
其希望能夠使人們享受著生活時，企業也能獲益，透過遊戲化的手法，讓企業、遊戲化設計者，以及終端使用者透過一些遊戲化的設計，達成三贏。在許多領域裏，已有不少關於遊戲化的研究，目的包括協助需要的人改善他們對特定事務所投入的程度：運動訓練、投資報酬、流程、數據品質、時間掌握、教導、娛樂、徵才測驗，及資訊系統的應用等。有研究顯示，遊戲化確實能促進投入的程度。而這遊戲化以後的效果，仍會因為個人因素與環境因素而產生差異。

## 核心
遊戲化技術旨在利用人們對社交，學習，精通，競爭，成就，地位，自我表達，利他主義或封閉的自然渴望，或者僅僅是他們對某種情況下的遊戲或玩法的反應。早期的遊戲化策略會為完成所需任務或競爭以吸引玩家的玩家使用獎勵。 獎勵的類型包括積分，成就徽章或等級，進度欄的填充，或為用戶提供虛擬貨幣。使完成任務的獎勵對其他玩家可見或提供排行榜是鼓勵玩家參與競爭的方法。
遊戲化的另一種方法是使現有任務更像遊戲。 此方法使用的一些技術包括添加有意義的選擇，入門教程，增加挑戰，和添加敘述性如果我們把所有遊戲化的內容作拆。
其重要的部分有三：首先是關心使用者的感覺，接著是提升使用者的動機，進而增加使用者的參與度。

## 元素

### 點數
積分是眾多遊戲和遊戲化應用程序的基本元素。他們通常會因在遊戲化環境中成功完成特定活動而獲得獎勵，並且可以用數字展示玩家的進步。積分可以區分為各種要點，例如經驗積分，可兌換積分或聲譽積分，以及積分的不同用途。要點最重要的目的之一就是提供反饋。積分可以衡量玩家的遊戲行為，並且可以作為持續不斷的反饋和獎勵。

### 徽章
徽章是定義為成就的視覺表示，可以在遊戲化的環境中獲得和收集。他們確認玩家的成就，象徵他們的功績，並可見地表明他們的水平或目標的實現。贏得徽章可能取決於特定的點數或遊戲中的特定活動及任務。如果玩家知道獲得徽章的前提條件，以便可以用作目標，也可以作虛擬狀態符號，與積分一樣。徽章會影響玩家的行為，導致他們選擇某些路線和挑戰，以獲得與他們相關的徽章。此外，由於徽章象徵著一個人擁有一組特定徽章，因此它們還可以對玩家和共同玩家施加社會影響，尤其是在稀有或難以賺錢的情況下。

### 排行榜
排行榜根據玩家的相對成就對他們進行排名，並根據一定的成功標準對其進行衡量。這樣，排行榜可以幫助確定誰在某項活動中表現最好，從而成為競爭性的進度指標，將玩家自己的表現與他人的表現聯繫起來。但是，排行榜的動機潛力參差不齊。如果僅剩一點點到下一個級別或位置，Werbach和Hunter會將其視為有效的激勵因素，而如果玩家發現自己位於排行榜的最底端，則引起由競爭產生的社會壓力以提高玩家的參與度，從而對參與和學習產生建設性影響。但是，如果各個競爭對手的表現水平大致相同，那麼競爭的正面影響就更有可能。

### 效果圖
經常在模擬或策略遊戲中使用的性能圖可提供有關玩家性能與遊戲中先前表現的信息。因此，與排行榜相比，性能圖不會將玩家的表現與其他玩家進行比較，而是隨著時間的推移評估玩家自身的表現。與排行榜的社會參考標準不同，績效圖基於單個參考標準。通過以圖形方式顯示玩家在固定時間內的表現，他們專注於改進。動機理論假定，這會促進精通掌握，這對學習特別有利。

### 有意義的故事
有意義的故事是與玩家的表現無關的遊戲設計元素。故事可以嵌入遊戲化應用程序的敘述性上下文，將遊戲中的活動和角色上下文化，並賦予它們含義，而不僅僅是追求點數和成就。故事可以通過遊戲的標題（例如，太空侵略者）或當代角色扮演遊戲的典型故事情節（例如，上古捲軸系列）來傳達。敘事語境可以面向真實的非遊戲語境，也可以充當現實環境的類比。後者可以豐富無聊，勉強刺激的環境，因此可以激發和激勵玩家，尤其是如果故事符合他們的個人興趣。因此，故事還是遊戲化應用中的重要組成部分，因為它們可以通過添加敘事“覆蓋”（例如，在奔跑時被殭屍追捕）。

### 頭像
頭像化身是遊戲或遊戲化環境中玩家的視覺表示。通常它們都會由玩家選擇甚至創建的。化身可以很簡單地設計成像形圖，也可以是複雜的動畫三維表示。他們的主要正式要求是他們必須明確識別玩家並將他們與其他人為或計算機控制的化身區分開來。化身允許玩家採用或創造另一個身份，並在合作遊戲中成為社區的一部分。

### 隊友
無論隊友是其他真實玩家還是虛擬非玩家角色，都可能引發衝突，競爭或合作。可以通過引入來促進後者。

## 遊戲化的應用

### 營銷學
遊戲化已廣泛應用於營銷。 2013年接受調查的《福布斯》全球2000強公司中，有70％以上表示他們計劃將遊戲化用於營銷和保留客戶的目的。例如，2011年11月，澳大利亞廣播和在線媒體合作夥伴Yahoo！7推出了其Fango應用程式/ SAP，電視觀眾可以通過簽到和徽章等技術與節目進行互動。遊戲化也已用於客戶忠誠度計劃中。 2010年，星巴克為在多個地點簽到的人提供了定制的Foursquare徽章，並為在單個商店中籤到次數最多的人提供了折扣。通常，遊戲化營銷或遊戲營銷通常分為四個主要類別；
1. 品牌化（遊戲內廣告）：在遊戲的視覺組件內宣傳品牌，產品或服務的消息，圖像或視頻。
2. 跨媒體：獲得媒體資產並將其擴展到其他媒體以進行促銷和貨幣化的結果。如MARVEL Super War創建了一個視頻遊戲來宣傳原始標題的電影系列。
3. 線下（TTL）和線下（BTL）：在主遊戲屏幕（也稱為iFrame）上方，側面或下方的文字，用於廣告圖像或文字。
4. Advergames：通常基於流行的手機遊戲模板進行遊戲，例如“ Candy Crush”或“ Temple Run”。然後，通過WIX之類的平台，使用來自Gamify之類的軟件，重新創建這些遊戲，以推廣品牌、產品和服務。做法通常是為了鼓勵敬業度、忠誠度和產品教育。這些通常涉及社交排行榜和通過社交媒體平台（如Facebook的十大遊戲）進行廣告宣傳的獎勵。

### 靈感
遊戲化可以用於構想（結構化的頭腦風暴，以產生新的構想）。麻省理工學院斯隆分校的一項研究發現，構想遊戲可以幫助參與者產生更多更好的主意，並將其與通過後續研究中獲得的引用次數來衡量學術論文的影響進行比較

### 健康
Nike Training和Keep Trainer等應用程序使用遊戲化來鼓勵其用戶更有效地鍛煉並改善整體健康狀況。為用戶在鍛煉中執行的活動授予不同數量的積分，並根據收集的積分獲得等級。用戶還可以完成任務（相關活動集）並獲得健身里程碑的成就徽章。 Health Month通過允許成功的用戶為未達到特定目標的用戶恢復積分來增加社交遊戲的各個方面。公共衛生研究人員研究了遊戲化在慢性疾病和常見精神障礙的自我管理，性病預防以及感染預防和控制中的使用。
在2014年Apple App Store中對健康應用程序的評論中，超過100個應用程序顯示使用的遊戲化元素與較高的用戶評分之間呈正相關。 MyFitnessPal被命名為使用最多遊戲化元素的應用程序
受歡迎的適地性遊戲PokémonGo玩家稱讚該遊戲促進了體育鍛煉。 Terri Schwartz（IGN）表示，這“絕對是目前最好的健身應用程式”，它改變了她的日常步行習慣。PatrickAllen（Lifehacker）寫了一篇文章，介紹如何使用PokémonGo鍛煉的技巧。朱莉婭·貝魯茲（Julia Belluz）表示，這可能是“有史以來最大的無意識健康風尚”，他寫道，開發人員可能沒有想到的遊戲結果之一就是“它似乎正在使人們動起來”。一項研究表明，用戶開始使用該應用程序後每天需要額外執行194步，比平時多了約26％.Ingress是一款類似的遊戲，也需要玩家進行體育鍛煉。 Zombies，Run !是一款遊戲令玩家試圖在殭屍世界中生存，要求玩家（身體上）奔跑，收集物品以幫助小鎮生存，並聽取各種音頻旁白以揭示奧秘。

### 工作
遊戲化已被用於嘗試提高員工的生產率，包括醫療保健、金融服務、運輸、政府等。通常企業遊戲化是指“以戰略方式使用遊戲思維和基於遊戲的工具與現有的業務流程或信息系統集成的工作情況。這些技術用於幫助推動積極的員工和組織成果。例子包括將點勤或月績遊戲化。

### 眾包
意指群眾外包。
眾包已經在華盛頓大學設計的Foldit之類的遊戲中進行了遊戲化，玩家可以競爭將蛋白質操縱為更有效的結構。 2010年，科學雜誌《自然》上發表的一篇論文稱讚了Foldit的57,000名參與者提供的有用結果與算法計算的解決方案相匹配或勝過。 ESP遊戲是生成圖像元數據的遊戲。 Google Image Labeler是ESP Game的一個版本，已獲得Google許可以生成自己的圖像元數據。波恩大學的研究使用遊戲化將Wiki貢獻提高了62％。

### 教育
教育和培訓是能經遊戲化提高興趣。Microsoft發布了遊戲Ribbon Ribbon 2，作為其Office生產力套件的一個附件，以幫助培訓人們有效地使用它。該項目被Microsoft描述為最重要的項目之一。 Office Labs部門曾經發布的熱門項目。美國軍方和聯合利華（Unilever）在培訓中也使用了遊戲化技術。可汗學院（Khan Academy）是在在線教育中使用遊戲化技術的一個例子。2009年8月，Gbanga為蘇黎世動物園推出了基於地理位置的教育性遊戲Gbanga Zooh，要求參與者積極拯救瀕臨滅絕的動物，並將其帶回動物園。玩家維護了蘇黎世州的虛擬棲息地，以吸引和收集瀕臨滅絕的動物。有跡象表明，遊戲化對於學習困難的閱讀障礙學生特別有激勵作用。
遊戲化被用於企業培訓中，以激勵員工將他們在培訓中學到的知識應用到工作中，從理論上講，這應該可以提高績效。根據Badgeville進行的一項研究，有78％的工人在工作中利用基於遊戲的動機，而將近91％的人表示，這些系統通過提高參與度，意識和生產力來改善其工作經驗。
根據一項對台灣企業講師的教學遊戲化專家研究（研究中文摘要 （页面存档备份，存于）），遊戲化教學的關鍵要素可分為兩大類：遊戲化設計原則與遊戲元素；其中第一大類遊戲化設計原則包含與教學目標結合、即時回饋、團隊競爭、清楚公平的遊戲規則、挑戰目標難度漸增、無失敗風險的體驗活動；而第二大類遊戲元素，則包含了點數與排行榜。

### 技術設計
傳統上，研究人員認為使用計算機系統的動機主要是由外部目的驅動的。但是許多現代系統的使用主要是由內在動機驅動的。主要用於實現用戶內在動機的此類系統的示例包括在線遊戲，虛擬世界，在線購物，學習/教育，在線約會，數字音樂資料庫，社交網絡，在線色情等等。這種系統是其設計中進一步“遊戲化”的極佳候選者。而且，甚至傳統的管理信息系統（例如，ERP，CRM）也被“遊戲化”，以致於必須越來越多地考慮外部動機和內在動機。
作為說明，微軟宣布了計劃在其Windows Phone 7操作系統設計中使用遊戲化技術。儘管企業面臨著制定激勵性遊戲策略的挑戰，但有效遊戲化是一個關鍵問題。
遊戲化中技術設計的一種重要類型是以玩家為中心的設計。基於以用戶為中心的設計方法，其主要目標是促進技術消費者之間的更大連接性和積極的行為改變。它有五個步驟，可幫助計算機用戶在線與其他人聯繫，以幫助他們完成目標和完成所需的其他任務。這5個步驟是：
1. 個人或公司必須了解其參與者（他們的目標受眾）
2. 確定他們的任務（他們的目標）
3. 了解人類的動機（目標受眾的個性，願望和触發因素）
4. 運用技巧（要點，徽章，排行榜等）
5. 管理，監視和衡量其使用機制的方式，以確保其幫助他們實現目標的預期結果，並且目標明確且現實。

### 認證方式
遊戲化也已應用於身份驗證。例如，使用諸如Guitar Hero之類的遊戲可以幫助某人隱式學習密碼。此外，Nike的登入身份驗證時亦有利用拼圖的方法。人們還探索了遊戲來學習新的複雜密碼的方法。建議將這些遊戲用於“升級”密碼，從而隨著時間的推移提高其強度。遊戲化也已被提議為選擇和管理檔案的一種方式。最近，一家名為Wynbox的澳大利亞技術公司在將其遊戲化引擎應用於酒店預訂過程中取得了成功。

### 網上賭場
遊戲化已在某種程度上被在線賭場使用。例如，Casumo和Casino Heroes品牌使用增量獎勵系統來延長典型玩家的生命週期，並鼓勵重複訪問和在賭場現金存款，以換取諸如免費旋轉和後續存款現金比賽獎金之類的獎勵。

## 領域
1. 企業遊戲化
2. 產品遊戲化
3. 生活型態的遊戲化
4. 職涯遊戲化
5. 行銷遊戲化
6. 宣教遊戲化

## 外部連結
- moLo Sport 互動式娛樂健身車 (腳踏車遊戲化) （页面存档备份，存于）
- Orboot 數位地球儀 (地理認知教學遊戲化) （页面存档备份，存于）